# Garnich
Garnich (luxembourgsk: Garnech) er en kommune og et byområde i storhertugdømmet Luxembourg. Kommunen, som har et areal på 20,95 km², ligger i kantonen Capellen i distriktet Luxembourg. I 2005 havde kommunen 1.535 indbyggere. 